# 진애언
진애언은 대한민국의 음악가(소프라노), 교육가이다. 1995년 기업인 송금조와 결혼하여 2023년 현재 경암교육문화재단 이사장과 태양학원 이사장을 맡고 있다.

## 생애 1기 음악가의 삶
- 1946년 경남 밀양 출생.
- 경희대 음대및 동대학원을 졸업하고 도미, 뉴 잉글랜드 콘서바토리에서 성악석사학위, 하바드대학원에서 음악분석학, 현대음악 연주법을 공부한 후 오스트리아 찰즈부르크음악원과 빈 음악원에서 수학한 학구파.
- 1977년 국립극장에서 귀국독창회를 가지고 성심여대 음대 교수 재직 중 다시 도미, 메릴린드대학에서 `쇤베르크의 1900년 이전의 가곡'이라는 논문으로 성악연주 박사학위를 받기도 했다.

리릭형 가수로서 독일 가곡과 콘체르토 아리아를 특히 잘 부른다는 평. 뉴욕 보스톤, 시카고, 워싱턴 D.C등지에서 10회 이상의 독창회를 가졌고 오스트리아의 찰즈부르그, 빈, 오시아크여름음악제에 참가했다.
- 1994.10.17 보도된 기사(23일 <소프라노 진애언 독창회> 호암아트홀)를 끝으로 언론에는 자취를 감춘다.

## 생애 2기 신데렐라의 삶
음악인 진애언은 기업인 송금조와 결혼 후 180도 달라진 인생을 산다.
- 1995년 11월 기업인 송금조와 결혼했다. 1923년생인 송금조는 1993년 부인과 사별하고 진애언과 재혼했다. 진애언은 초혼이다. 자녀가 없다.
- 2003년 부산 소득랭킹 1위이던 남편 송금조 회장의 부산대 305억 기부 약정을 계기로 언론에 재등장했다.

한국경제신문은 <<이번 출연은 부인 진애언씨(58)의 권유가 큰 역할을 했다는 후문이다.>>라고 밝혔다 한국경제신문은 <<진씨는 이어 "남편과 뜻이 맞아 1천억원을 출연해 빠르면 올해 안에 경암교육문화재단(가칭)을 설립해서 지역을 이끄는 인재를 양성하는 산실로 만들겠다"고 말했다.>>고 보도했다. 이 당시 송 회장은 노환으로 지난 8월부터 회사들을 위탁경영하고 있다고 한국경제신문은 보도했다.
- 2004년 2월 1일 경암교육문화재단을 설립했다.
- 2008년 학교법인 태양학원 경혜여자고 2대 이사장 취임
- 2020년 7월 21일 남편 송금조 숙환으로 사망하였다.
- 2020년 경암교육문화재단 2대 이사장 취임
- 2023년 5월 동명대에 1억원을 기부했다.

## 부산대 305억 기부 사건 전말
- 2003년 10월 15일, 주식회사 태양의 송금조 회장이 학교 발전을 위해 부산대에 305억원 기부 약정을 학교 측과 체결했다. 먼저 100억원을, 당시 총장이었던 김인세 총장에게 전달하고, 나머지 205억원은 2004년부터 2009년까지 6차례에 나눠 발전기금으로 기부하겠다는 내용이었다.[4] 이에 학교 측은, 그에게 명예박사 학위를 수여하고, 다음 해에는 학교 본관 옆에 동상을 세워 그를 기렸다.
- 그러나 총 305억원 중 195억 원을 기부한 송금조 회장이 돌연 2008년 학교 측을 상대로 기부약정에 대한 채무부존재 확인소송을 제기하였다. 기부금 중 일부가 기부 목적이었던 "양산캠퍼스 부지매입금"이 아닌 "캠퍼스 건립비, 교수 연구비 등"으로 전용됐다는 것이다. 2009년 5월 7일 1심 재판부는 기부금을 내기로 약정한 이상 남은 기부 약속을 지켜야 한다는 판단으로, 원고의 소송을 기각했다. 2심 재판부도 "원고와 피고가 기부약정 당시 사용용도를 '부산대 캠퍼스 건설 및 연구지원 기금'으로 정했다"고 판단하고, 1심과 마찬가지로 원고의 소송을 기각했다.
- 대법원은 2012년 10월 송금조 회장의 2심 판결 불복에 따른 상고심에서 부산대 승소 판결을 내렸다.[5] 부산대는 당시 기부금을 잘못 사용한 부분을 사과하고, 경암교육문화재단도 기부금 잔액을 내는 방향으로 논의하면서 양측의 갈등은 일단락됐다. 그러나 부산대 측의 화해 노력에도 불구하고 송금조는 끝내 나머지 약정 기부금 110억원을 내지 않고 2020년 7월 사망했다.

## 저서
- 2015년 '외로운 기부, 지난 10년간의 편지 -부산대 305억 기부금 소송의 진실'(경암문화재단) 출간
- 2022년 '무너진 풍경-LH의 땅따먹기 프로젝트'(경암문화재단) 출간

## 상훈
- 2017년 국민훈장 동백장

## 피소
2008년 부산 경혜여고 갤러리에 전시할 2000만원 상당의 미술품을 구입하면서 관련 서류 미비와 미술품 가격을 확인치 않아 재단에 손해를 끼친 혐의로 부산교육청으로부터 고발됐다. 부산지검 형사5부는 2012년 3월 배임혐의 등으로 고발된 태양학원 진애언 이사장에 대해 무혐의 처분했다. 이 기사는 2012년 보도된 후 2016년에 최종 수정된 것으로 확인됐다.
그러나 부산시교육청은 검찰의 진애언 이사장의 무혐의 처분에 납득할 수 없다고 밝혔다.

## 가족
- 송금조 전 경암교육문화재단 이사장, 자녀 없음